# 1900 au théâtre
| Années du théâtre : 1897 - 1898 - 1899 - 1900 - 1901 - 1902 - 1903    |
| Décennies du théâtre : 1870 - 1880 - 1890 - 1900 - 1910 - 1920 - 1930 |

Cet article présente les faits marquants de l'année 1900 au théâtre.

## Événements
- 27 janvier : le sénateur René Bérenger, surnommé le « père la Pudeur », fait interdire par la censure la comédie libertine de Francis de Croisset l'Homme à l'oreille coupée, créé le 23 janvier au Théâtre de l'Athénée à Paris, interdiction finalement levée le 1er février. La pièce ressort sous le titre de Une mauvaise plaisanterie[1].
- 22 février : reprise, au théâtre du Gymnase, à Paris, de la pièce le Pain de ménage de Jules Renard, précédée d'une conférence de Tristan Bernard sur l'auteur[2].

- Inauguration au printemps du Teatro Eliseo à Rome.

## Pièces de théâtre représentées
- 14 janvier : Oncle Vania d'Anton Tchekhov, au Théâtre d'art de Moscou
- 25 février : Un négociant de Besançon, comédie en un acte, de Tristan Bernard, Paris, Théâtre des Mathurins,
- 15 mars : L'Aiglon d'Edmond Rostand, au Théâtre Sarah Bernhardt

## Naissances
- 21 février : Madeleine Renaud, comédienne française († 23 septembre 1994)
- 7 avril : Elena Gogoleva, actrice de théâtre soviétique († 15 novembre 1993)
- 11 novembre : Maria Babanova, actrice de théâtre soviétique († 20 mars 1983)
- 16 novembre : Nikolaï Pogodine, dramaturge soviétique († 19 septembre 1962)
- 23 décembre : Marie Bell, comédienne française († 14 août 1985)

## Décès
- 8 mars : Jane Henriot